# Plac Niepodległości w Toruniu
Plac Niepodległości w Toruniu (również znane jako Rondo Niepodległości) – skrzyżowanie znajdujące się w centrum Torunia, położone pomiędzy wylotami ulic: Kraszewskiego, Czerwonej Drogi, al. Jana Pawła II i al. 700-lecia Torunia. Jest to skrzyżowanie typu wyspa centralna z rozszerzonymi wlotami. Przez rondo przechodzą drogi krajowe nr 15, 80 i 91. Przez rondo przechodzą tory tramwajowe w kierunku wschód-zachód, trasowe symetrycznie względem głównej osi skrzyżowania.
Obiekty znajdujące się w bezpośrednim sąsiedztwie Ronda Niepodległości:
- Wojewódzka Biblioteka Publiczna;
- hotel „Mercure”;
- Domy Studenckie;
- wielorodzinne budynki mieszkalne;
- obiekty usługowo-handlowe.

W latach 2019–2021 plac Niepodległości został przebudowany. Skrzyżowanie zastąpiono rondem z sygnalizacją świetlną. Podczas remontu położono nową nawierzchnię asfaltową. Przebudowa była częścią projektu „Przebudowa układu torowo-drogowego w ulicy Wały gen. Sikorskiego i alei św. Jana Pawła II wraz z budową pasa tramwajowo-autobusowego w Toruniu - BiT City II”. Koszt remontu wyniósł 72 mln złotych, nieco ponad 36 mln złotych pochodziło z Europejskiego Funduszu Rozwoju Regionalnego.